# تانگلینگ متال
تانگلینگ متال (انگلیسی: Tongling Metals) شرکت دولتی معدن چینی است، که در سال ۱۹۴۹ تأسیس شد.